# Casa al carrer Marquès de Palmerola, 29 (les Masies de Voltregà)
La Casa al carrer Marquès de Palmerola, 29 és una obra de les Masies de Voltregà (Osona) inclosa a l'Inventari del Patrimoni Arquitectònic de Catalunya.

## Descripció
Es tracta d'un edifici entre mitgeres, de planta baixa i dos pisos. La façana presenta gran nombre d'obertures al mur, totes de tipologia rectangular. A la planta baixa destaca un portal amb brancals de carreus de pedra ben escairats i desiguals, i un més a la llinda. Al pis superior es veu un conjunt de tres finestres, la central més alta, amb brancals de carreus de pedra desiguals i ben escairats, una llinda d’un sol carreu i un ampit motllurat. Al segon pis hi ha una sèrie de finestres-balcó, totes iguals, rectangulars, estretes i amb una barana de brèndoles de ferro. Aquest pis segurament era utilitzat com a magatzem. La façana, tota arrebossada tret dels brancals, acaba amb una barbacana sostinguda per mènsules de fusta.

## Història
Casa construïda, com la resta de les cases del mateix carrer, durant el segle xviii, en relació al Santuari de La Gleva i vinculat al camí ral que anava de Vic a Puigcerdà, i segurament fou mol reformada posteriorment, durant el segle xx, per adaptar-la a les noves funcions de magatzem i habitatge unifamiliar a l'hora.